# Пентаплатинанеодим
Пентаплатинанеодим — бинарное неорганическое соединение
платины и неодима
с формулой NdPt5,
кристаллы.

## Получение
- Сплавление стехиометрических количеств чистых веществ:

{\displaystyle {\mathsf {5Pt+Nd\ {\xrightarrow {1730^{o}C}}\ NdPt_{5}}}}

## Физические свойства
Пентаплатинанеодим образует кристаллы
гексагональной сингонии,
пространственная группа P 6/mmm,
параметры ячейки a = 0,5345 нм, c = 0,4391 нм, Z = 1,
структура типа пентамедькальция CaCu5
.
Соединение образуется по перитектической реакции при температуре 1730°С .